# IBK Sundsvall
IBK Sundsvall var en innebandyklubb i Sundsvall i Sverige, bildad 1986. Herrlaget spelade sju säsonger i Sveriges högsta division i innebandy under 1990-talet. Damlaget har spelat fyra säsonger i högsta serien.  
Klubben slogs 2006 samman med IBK Nordic och blev Sundsvall City men bytte tillbaka till namnet IBK Sundsvall 2015.
2018 slogs klubben ihop med Ankarsvik BK och bildade Sundsvall FBC.
1991 prövade föreningen även på seriespel i fotboll, i herrarnas Division 6.

## Landslagsspelare
- Magnus Näsman 23 A-Landskamper (7 mål) (11 assist)
- Niklas Bolin 6-A-landskamper, 1 U19-landskamp
- Peter Svensson 5 A-Landskamper (1 mål) (6 assist)
- Sussanne Edberg 2 A-Landskamper
- Sussanne Larsson 1 A-landskamp (1 mål) (1 assist)
- Camilla Nilsson 2 A-Landskamper (1 assist)
- Johan Keiser 2 U19-Landskamper (1 assist)
- Martin Östholm 11 U19-Landskamper (2 mål) (7 assist) (Sundsvall City)

### Fotnoter
1. ↑  Jakob Arvidsson (23 februari 2012). ”Hedersam roll för RIG-profilen”. Innebandybloggen. Arkiverad från originalet den 7 februari 2015. https://web.archive.org/web/20150207193745/http://blogg.folkbladet.nu/innebandybloggen/2012/02/23/hedersam-roll-for-rig-profilen/. Läst 7 februari 2015.
2. ↑  ”Återkomst för Karlstad och Sundsvall”. Svenska Innebandyförbundet. 3 augusti 2012. Arkiverad från originalet den 15 oktober 2013. https://web.archive.org/web/20131015145838/http://www.innebandy.se/sv/Nyheter/Statistik1/Herrar/herrAA/. Läst 15 oktober 2013.
3. ↑  ”IBK Sundsvall + IBK Nordic = Sundsvall City IB”. Sundsvalls tidning. 20 april 2006. Arkiverad från originalet den 7 februari 2015. https://web.archive.org/web/20150207204446/http://www.st.nu/sport/ibk-sundsvall-ibk-nordic-sundsvall-city-ib. Läst 15 oktober 2013.
4. ↑  ”IBK Sundsvall är snart tillbaka - st.nu”. http://www.st.nu/sport/innebandy/ibk-sundsvall-ar-snart-tillbaka. Läst 11 maj 2015.
5. ↑  ”Efter en tids samarbete - innebandyföreningarna bildar ny förening med SSL som mål”. https://www.st.nu/artikel/efter-en-tids-samarbete-innebandyforeningarna-bildar-ny-forening-med-ssl-som-mal. Läst 3 februari 2021.
6. ↑  ”Klubbarna som försvann”. Lokalfotbollen. Arkiverad från originalet den 17 december 2013. https://web.archive.org/web/20131217062702/http://www.lokalfotbollen.nu/%C3%B6vrigt/klubbarna-som-f%C3%B6rsvann-14433233. Läst 15 oktober 2013.